# Von Stierneman

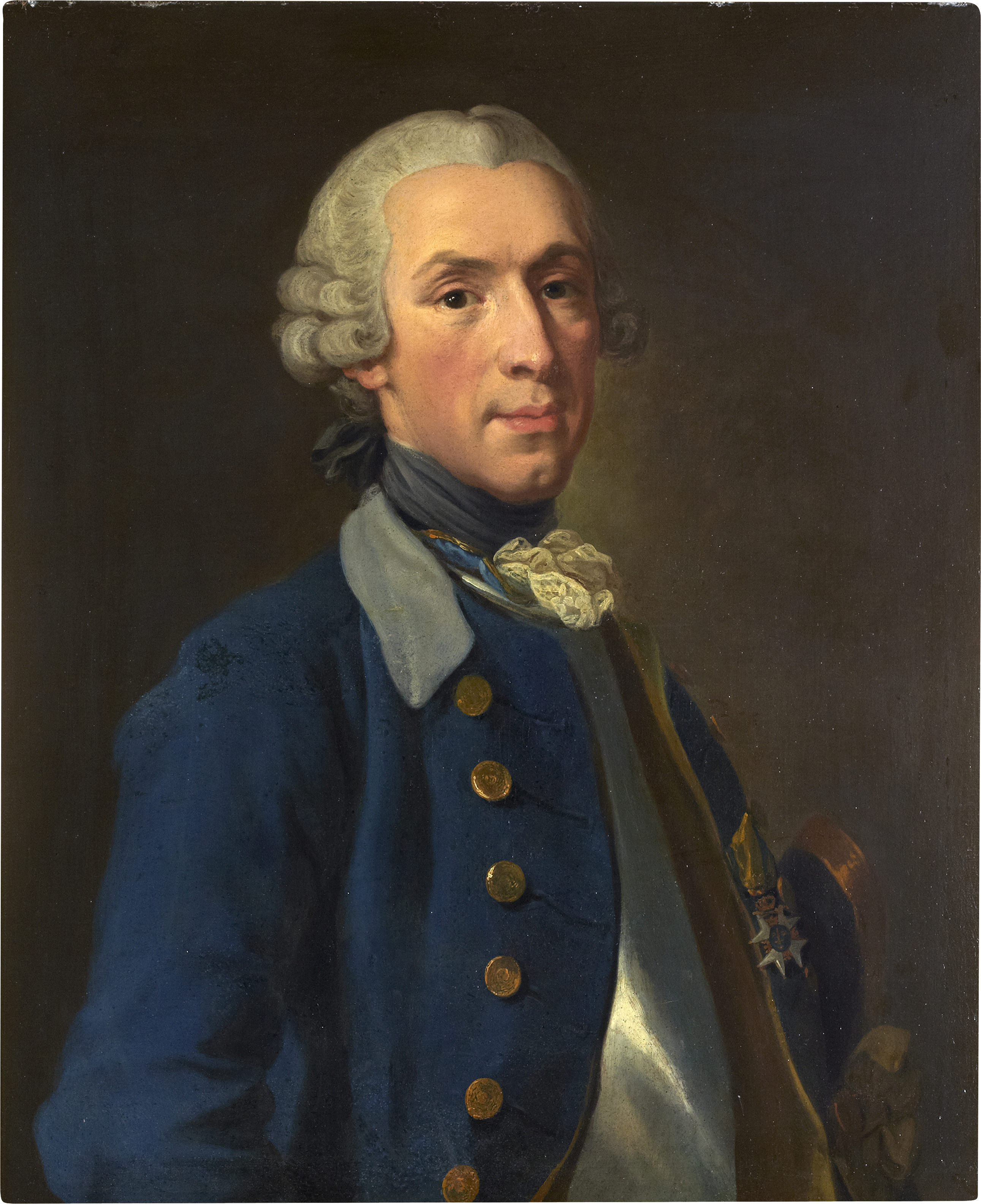
Peter von Stierneman iklädd uniform m/1756 och med Svärdsorden på bröstet. Porträtt från ca 1760 av Lorens Pasch den yngre.

von Stierneman var en svensk adelsätt.

## Historik
Stamfader för ätten var ärkebiskopen Nicolaus Olai Bothniensis (1550-1600), bördig från Piteå. Hans hustru var Elisabeth Grubb som tillhörde släkten Grubb från Grubbe i Umeå och härstammade från Bureätten, och hon var faster till stamfadern för adelsätten Wallenstierna. Ärkebiskopens och Elisabeth Grubbs barn antog släktnamnet Stjernman. Av dessa barn var Olaus Nicolai Stjernman prost och kyrkoherde i Torstuna socken i Fjärdhundra. Med sin hustru Anna Persdotter Honthera fick den senare flera barn av vilka Elisabeth var gift med Olaus Erici Schult och hade flera ättlingar, Olof Stjernman var justitieborgmästare i Nyen och gift med Maria Blix. Dennes syster Maria var gift med faderns efterträdare och mor till Olof Riddercreutz.
Olof Stjernman fick bland annat sonen Olof Stjernman (1685-1767) som var kungens biktfader och sedan prost och kyrkoherde i Falun. Hans hustru Elisabeth Christiernin var dotter till Petrus Christierni Christiernin och tillhörde en släkt av vilka två grenar adlades von Christierson respektive af Cristiernin. Hennes mor hette Anna Elvia, och var syster till Petrus Elvius. Deras tre söner adlades år 1760 med namnet von Stjerneman. Ätten introducerades år 1776 på nummer 2048.
Den mellersta sonen, Olof von Stjerneman, var kapten i svensk och fransk tjänst och deltog i tio franska fälttåg. Han var ogift och slöt sin ättegren. Yngste sonen Fredric Ulric von Stjerneman var dels kaptenlöjtnant, dels förde han ett eget handelsfartyg. Liksom föregående var han ogift. Den äldste sonen Peter von Stjerneman var liksom bröderna militär. Under ett år var han kapten i fransk tjänst och deltog i två drabbningar mot engelsmän. Han fångades 1743 i Reval men frigavs, och var en av dem som ingick i besättningen på fartyget Nya Sverige och som förolyckades 1738. Peter von Stjernemans yngste son Fredric Gustaf var sekreterare, men slöt sin gren på svärdssidan eftersom han fick två döttrar, varav en gift Klingspor och den andra Pereswetoff-Morath. Peter von Stjernemans äldste son Carl Peter von Stjerneman var kapten och förvaltade ett kronomagasin i Norrköping. Den senare fick bara ett barn, sonen Fredric Wilhelm von Stjerneman, som hade samma tjänst och titel som sin far men som ogift slöt ätten von Stjerneman på svärdssidan år 1869.